# Episodi di Locke & Key (terza stagione)
La terza e ultima stagione della serie televisiva Locke & Key, composta da 8 episodi, è stata interamente distribuita su Netflix il 10 Agosto 2022, in tutti i territori in cui il servizio è disponibile.
| nº | Titolo originale  | Titolo italiano           | Pubblicazione |
| -- | ----------------- | ------------------------- | ------------- |
| 1  | The Snow Globe    | Il globo di neve          | 3 agosto 2022 |
| 2  | Wedding Crashers  | Imbucati a un matrimonio  | 3 agosto 2022 |
| 3  | Five Minutes Past | Indietro di cinque minuti | 3 agosto 2022 |
| 4  | Deep Cover        | Sotto copertura           | 3 agosto 2022 |
| 5  | Siege             | L'assedio                 | 3 agosto 2022 |
| 6  | Free Bird         | Libero come un uccello    | 3 agosto 2022 |
| 7  | Curtain           | La tenda                  | 3 agosto 2022 |
| 8  | Farewell          | Addio                     | 3 agosto 2022 |

## Il globo di neve
Un misterioso globo di neve crea scompiglio a Key House, intrappolando Bode al freddo, all'interno del globo di neve, la sorella Kinsey e la madre Nina cercano di recuperare la chiave del globo che è stata rubata da due donne cattive che erano intrappolate nel globo.

## Imbucati a un matrimonio
Una bella sorpresa ci sarà al matrimonio di Duncan... offrendo a ospiti non attesi l'opportunità per fare una perlustrazione della casa. Bode scopre una nuova chiave, quella del tempo, che permette di tornare indietro fino a un massimo di 5 minuti.

## Indietro di cinque minuti
Bode sta cercando la chiave che gli permetterà di rivedere il padre, poiché era stata nascosta dalla madre. Nina è in lotta con ricordi tristi della sua vita, mentre Kinsey si ritrova con la Squadra Savini per rendere addio a Eden ritrovata morta nel pozzo.

## Sotto copertura
Tutti son preoccupati sia familiari che amici per il repentino cambio di personalità di Bode. Tyler rivede una sua collega di lavoro conosciuta in Montana, mentre Gideon stringe una diabolica alleanza.

## L'assedio
Dopo aver scoperto il corpo esanime di Dodge, la famiglia Locke capisce lo strano comportamento di Bode e non può essere più ignorato. Gideon inizia a perdere la pazienza sul piano per recuperare le chiavi.

## Libero come un uccello
La famiglia Locke è messa in difficoltà dal tirapiedi di Gideon, mentre Tyler e Kinsey ragionano su come aiutare il fratello Bode, che sta mettendo in atto un piano ingegnoso.

## La Tenda
Ellie è obbligata da Gideon a condurlo alla ricerca della chiave scomparsa, creando problemi critici a un vecchio compagno di classe. Nina e Bode intanto tentano di aprire lo scrigno.

## Addio
Gideon vuole avere a tutti i costi la chiave della Creazione. I Locke vanno a fermarlo ma scoppia un feroce scontro, che causa una decisione inevitabile per risolvere la situazione.